# Pietro Ugolini
Pietro Ugolini (Borgo Maggiore, 5 novembre 2000) è un cestista sammarinese.

## Palmarès
- Supercoppa LNP: 1

Faenza: 2021
- Serie C Gold Lombardia: 1

Saronno: 2022-23
- Serie B Interregionale: 1

Saronno: 2023-24